# Evighedsklokkerne
Evighedsklokkerne er en dansk dokumentarfilm fra 1956 med instruktion og manuskript af Hagen Hasselbalch.

## Handling
I Nationalmuseet findes bag montrernes glas tusinder af ting fra fjerne tider, et livløst liv, der vil bestå gennem alle omskiftelser. Videnskabsmanden, der samler tingene eller graver dem op af jorden, har blik for fortid og fremtid og ved, at også nutiden engang bliver fortid.